# كبلر-452b
كيبلر 452- بي (بالإنجليزية:  Kepler-452b)‏ أو كما يعرف الأرض 2.0 هو كوكب خارج المجموعة الشمسية يدور حول نجمٍ قزمٍ أصفر (نجم من نوع ج) أُطلِقَ عليه اسمه كيبلر 452، والذي حدد من قبل المركبة الفضائية كيبلر في مهمتها. ولقد أعلنت وكالة الفضاء الأمريكية ناسا اكتشافه في 23 يوليو 2015م. ويقع الكوكب في ما يُعرَف بـ النطاق الصالح للحياة حيث أن شمسه مُشابهة جداً لشمسنا.
يقع هذا الكوكب على بعد 1400 سنة ضوئية، ويقدر عمره بستة مليارات سنة، أي مرة ونصف قدر عمر شمس كوكب الأرض. وهو يدور حول شمسه في 385 يوماً. ويزيد قطره عن قطر كوكب الأرض بنسبة 50 بالمائة. وبسرعة مركبة مثل نيوهورايزونز -تسير بسرعة 59 ألف كم/ساعة- فإن الوصول لهذا الكوكب يحتاج 26 مليون سنة تقريباً.

## خلفيّة تاريخية
في 6 مارس 2009، أطلقت ناسا المسبار كيبلر وهي أول مهمة فضائية في العالم للبحث عن كواكب خارجية شبيهة بالأرض، تدور حول نجم مثل شمسنا حيث تكون فيه درجة الحرارة مناسبة لوجود المياه. سُمي المسبار على اسم عالم الفلك يوهانس كيبلر، وهو عبارة عن تلسكوب فضائي لمراقبة المنطقة القريبة من نظامنا الشمسي. ولقد جاء هذا الاكتشاف مُصاحِباً تقديم 11 كوكباً آخر يدور في نظامِه الشمسي الخاص في المنطقة المُحدّدة بكونِها منطقة قابلة للحياة، الكوكب كيبلر 452-ب هوَ أصغر الكواكب المكتشفة في هذا النِطاق. وبهذا، يكون عدد الكواكب المكتشفة حتّى تاريخ الإعلان عن كيبلر 452-ب هو 1030 كوكب.

## الخصائص
يُعتَبر كوكب كيبلر 452-ب أكبر وأقدَم من كوكب الأرض، كما أنّ قُطرَه أكبر بـ 50% من قُطر الأرض، وهوَ من الكواكب فائقة الحجم ويدور حول نجمٍ قزمٍ أصفر (نجم من نوع ج) ذي درجة حرارة قريبة من شمسنا، وأكثر إشراقاً بـ 20% وقطره أكبر 10%. ويبعُد عن الأرض حوالي 1400 سنة ضوئية. وبسرعَة مركبة فضائية كـ نيوهورايزونز التي تُعتبر أسرع مركبة أطلقتها البشريّة حتّى اللحظة، إلا أنها تحتاج 25.8 مليون سنة للوصولِ إليه.
يستغرق مداره حول نجمه 385 يومًا وبُعده عن شمسه أكبر بنسبة 5% مِن بُعد الأرض عن الشمس، واضِعًا إياه في النطاق الصالح للسكن بالنسبة لنجمه، حيث لا يكون ساخنًا جِدًا أو بارِدًا جِدًا مِما يجعل وجود الماء السائل عليه مُمكِنًا، كما أن درجة حرارة النجم قريبة من درجة حرارة الشمس مما يجعل عملية التركيب الضوئي عليه ممكنا. يعتقد العلماء أنّ قوة جاذبيته أكبر بضعفين من كوكب الأرض وأن كتلته تساوي خمس أضعاف كتلة الأرض بِناءًا على النماذج ان في كوكب صخري بهذا الحجم وهذه الكتلة مِن المُرجح وجود نشاط بركاني على سطحهِ لم يكشف لحد الآن.

## معرض الصور
- {{{1}}}
- {{{1}}}
- {{{1}}}
- {{{1}}}